# Martina Hingis
Martina Hingis, egentligen Martina Hingisová Molitorová, född 30 september 1980 i Košice i Tjeckoslovakien (nuvarande Slovakien), är en schweizisk högerhänt före detta  professionell tennisspelare och tidigare världsetta i både singel och dubbel. Efter en uppmärksammad dopingskandal under Wimbledon 2007 avslutade Hingis sin karriär. Hon återvände dock till touren där hon mestadels spelade dubbel- och mixed-matcher, innan hon 2017 åter avslutade karriären.

## Tenniskarriären
Martina Hingis blev professionell på WTA-touren den 14 oktober 1994, endast 14 år gammal. Redan två år senare var hon etta på världsrankingen vid en ålder av 16 år och 6 månader; yngst genom tiderna. Hon behöll sin plats som etta 209 veckor av 247 mellan 1997 och 2001 och var även rankad som 1:a i dubbel under 35 veckor. 
Hingis vann sammanlagt 43 WTA-titlar i singel, varav fem Grand Slam (GS), och 37 WTA-titlar i dubbel (varav nio GS-titlar). Hon har dessutom sju GS-titlar i mixed dubbel. Förutom dessa titlar har hon vunnit två i singel och 1 i dubbel på ITF-cirkusen och vann också singeltiteln i The Season Ending WTA Tour Championship 1998 och 2000.
Martina Hingis vann sin första WTA-tour-titel i singel 1996 (Filderstadt). Samma säsong vann hon ytterligare en WTA-titel och dessutom, ännu inte 16 år fyllda, dubbeltiteln i Wimbledonmästerskapen tillsammans med Helena Sukova. Året därpå, 1997, vann Hingis hela 12 WTA-titlar i singel och nådde dessutom singelfinalen i alla fyra GS-turneringar. I Australiska öppna finalbesegrade hon fransyskan Mary Pierce (6-2, 6-2), I Wimbledon Jana Novotná (2-6, 6-3, 6-3) och i US Open Venus Williams (6-0, 6-4). Däremot förlorade hon finalen i Franska öppna mot Iva Majoli (4-6, 2-6). Efter denna triumffyllda säsong, som höll på att spolieras på grund av en knäskada efter ett fall från häst och som tvingade henne till operation och tillbakadragande från flera turneringar, rankades hon som suverän världsetta. 
Hon fortsatte att spela tennis på hög nivå även de närmast följande säsongerna. År 1998 vann hon fem WTA-titlar i singel inklusive Australiska öppna där hon finalbesegrade Conchita Martínez (6-3, 6-3). År 1998 vann Hingis också dubbeltiteln i alla fyra GS-turneringar, en prestation som kan räknas som en "äkta Tennisens Grand Slam" trots att bara tre av titlarna vanns med samma partner (Jana Novotná). Den fjärde titeln (Australiska öppna) vann hon tillsammans med Mirjana Lučić.
År 1999 vann hon sju singeltitlar, även detta år efter en stark inledning med singeltiteln i Australiska öppna (finalseger över Amélie Mauresmo (6-2, 6-3). Hon förlorade dock finalen i Franska öppna till Steffi Graf som därmed tog sin sista singeltitel i GS-sammanhang. De följande tre säsongerna (2000-2002) vann hon sammanlagt 14 WTA-titlar i singel, men ingen GS-titel i singel trots flera finaler. Alla tre säsonger var hon i final i Australiska öppna, men förlorade dessa till Lindsay Davenport (2000) och Jennifer Capriati (2001 och 2002). 
Efter sin comeback på WTA-touren 2006 vann Martina Hingis en GS-titel, mixed-dubbeln i Australiska öppna tillsammans med den tio-faldige GS-vinnaren i dubbel och mixed dubbel, indiern Mahesh Bhupathi. Hon vann också singeltiteln i Italienska öppna i maj 2006.
Martina Hingis deltog i det schweiziska Fed Cup-laget 1995-98. Under den perioden spelade hon 30 matcher för laget och vann 26 av dessa. Den största framgången nådde laget 1998, då det mötte ett lag från Spanien i World Group 1-finalen. Det spanska laget segrade visserligen med 3-2 i matcher, men Hingis vann sina båda singelmatcher över Conchita Martínez och Arantxa Sánchez Vicario.

## Personen och spelaren
Martina Hingis föddes i dåvarande Tjeckoslovakien, där hennes tennisintresserade far lät henne börja spela tennis redan som 2-åring. Vid fyra års ålder deltog hon i sin första turnering. År 1988 flyttade familjen till Schweiz. 
Hingis, som spelade med en dubbelfattad backhand, drabbades av många skador i början av 2000-talet och beslutade sig för att sluta med tennisen 2002 endast 22 år gammal. I slutet av november 2005 tillkännagav Hingis dock sin comeback på WTA-touren under 2006.
1 november 2007 meddelade Hingis att hon skulle avsluta karriären till följd av att hon lämnat ett positivt dopningprov under Wimbledonmästerskapen. 4 januari 2008 blev Hingis avstängd i 2 år på grund av incidenten under Wimbledon.
I oktober 2017 meddelade Hingis att hon avslutar sin karriär som spelare.
Den 20 juli 2018 gifte sig Hingis med sin förre fysiske tränare Harald Leemann vid en liten privat ceremoni i Bad Ragaz i Schweiz.

## Grand Slam, singelfinaler (12)

### Titlar (5)
| År   | Mästerskap            | Finalmotståndare  | Setsiffror    |
| 1997 | Australiska öppna     | Mary Pierce       | 6-2, 6-2      |
| 1997 | Wimbledon             | Jana Novotná      | 2-6, 6-3, 6-3 |
| 1997 | US Open               | Venus Williams    | 6-0, 6-4      |
| 1998 | Australiska öppna (2) | Conchita Martínez | 6-3, 6-3      |
| 1999 | Australiska öppna (3) | Amélie Mauresmo   | 6-2, 6-3      |

### Finalförluster (Runner-up) (7)
| År   | Mästerskap        | Finalmotståndare  | Setsiffror    |
| 1997 | Franska öppna     | Iva Majoli        | 6-4, 6-2      |
| 1998 | US Open           | Lindsay Davenport | 6-3, 7-5      |
| 1999 | Franska öppna     | Steffi Graf       | 4-6, 7-5, 6-2 |
| 1999 | US Open           | Serena Williams   | 6-3, 7-6      |
| 2000 | Australiska öppna | Lindsay Davenport | 6-1, 7-5      |
| 2001 | Australiska öppna | Jennifer Capriati | 6-4, 6-3      |
| 2002 | Australiska öppna | Jennifer Capriati | 4-6, 7-6, 6-2 |

## ÖvrigaGrand Slam-titlar
- Australiska öppna
  - Dubbel - 1997, 1998, 1999, 2002, 2016
  - Mixed dubbel - 2006, 2015
- Franska öppna
  - Dubbel - 1998, 2000
  - Mixed dubbel - 2016
- Wimbledonmästerskapen
  - Dubbel - 1996, 1998, 2015
  - Mixed dubbel - 2015, 2017
- US Open
  - Dubbel - 1998, 2015, 2017
  - Mixed dubbel - 2015, 2017